# DP-Camp Belsen
Koordinaten: 52° 46′ 43,1″ N, 9° 55′ 34,5″ O
Das DP-Camp Belsen beziehungsweise DP-Camp  Bergen-Belsen umfasste zwei britische DP-Lager für Displaced Persons (DP) auf dem nordöstlich von dem ehemaligen Konzentrationslager Bergen-Belsen liegenden Wehrmachtskasernengelände.

## DP-Lager Belsen

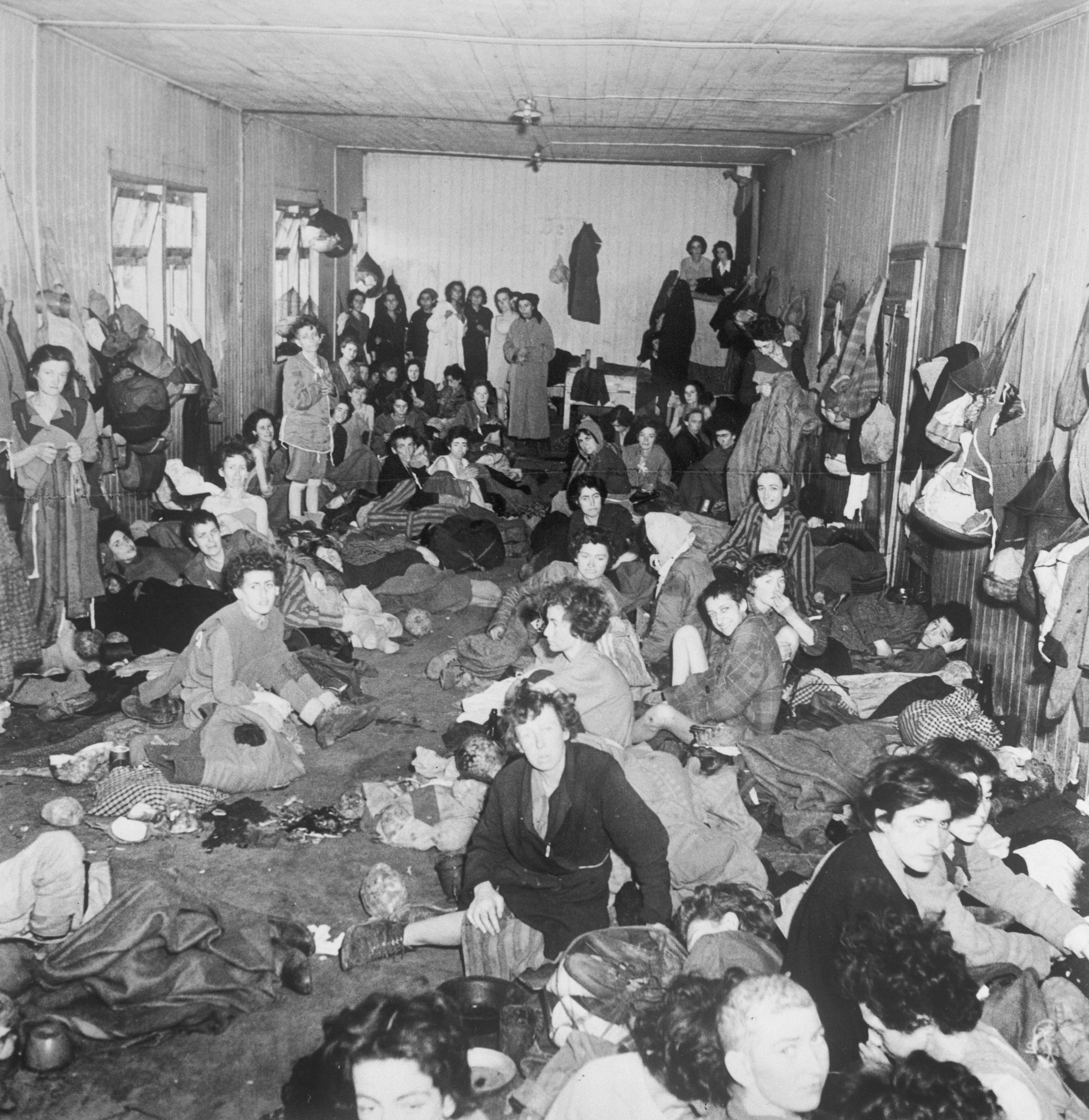
Szene vom Tag der Befreiung am 17./18. April 1945 im KZ Bergen-Belsen

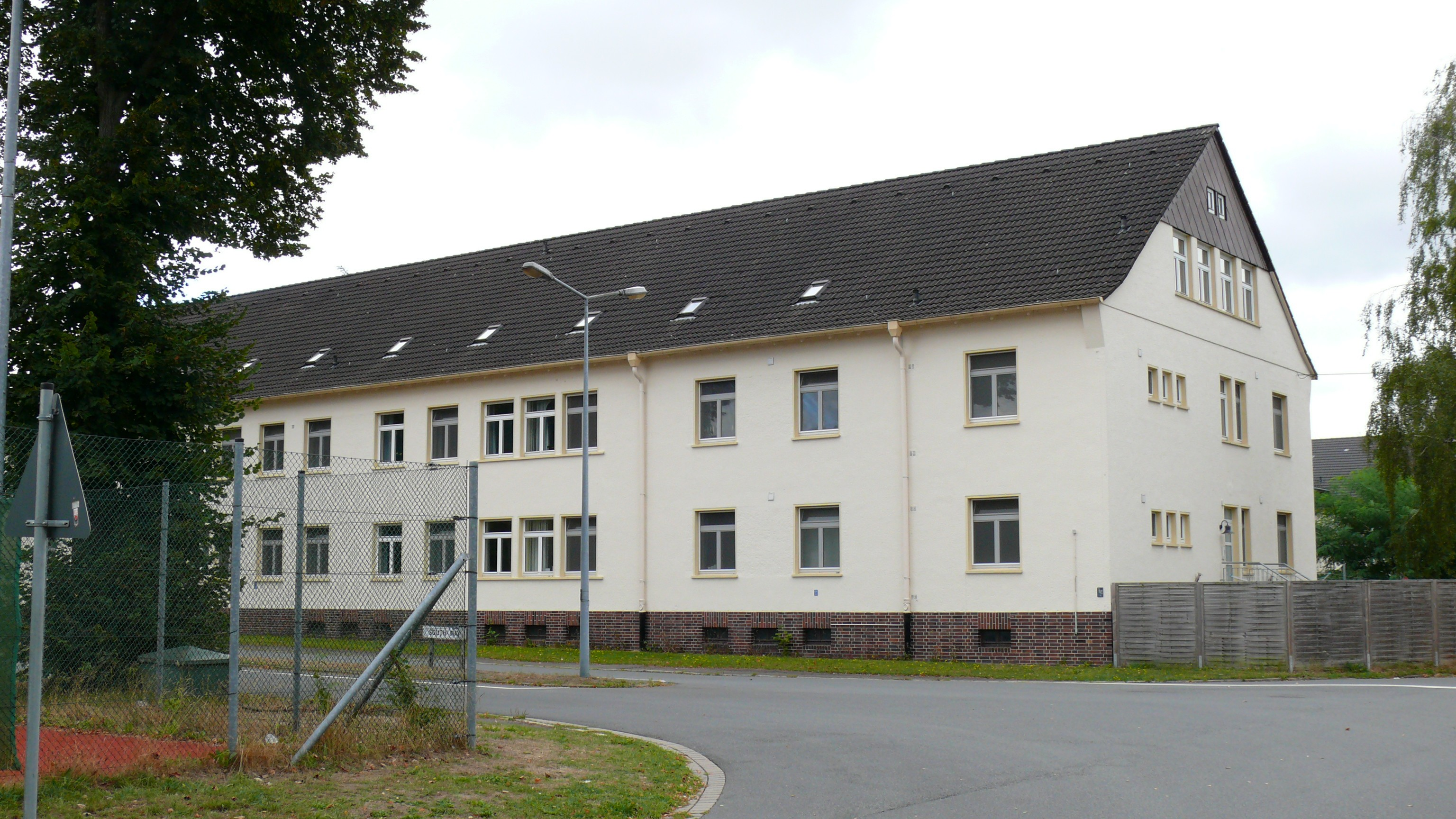
Teil des „Häftlingslagers II“, in dem kurzzeitig 1945 Häftlinge aus anderen KZs untergebracht waren (z. B. Mittelbau-Dora) und in dem dann das DP-Camp eingerichtet wurde.

Das KZ war bereits kurz nach der Befreiung durch die Alliierten aus hygienischen Gründen niedergebrannt worden, um die mögliche Ausbreitung von Seuchen zu verhindern. Displaced Persons waren Zivilisten, die durch die Wirren des Zweiten Weltkriegs zunächst ohne bekannten Wohnsitz waren und die von den alliierten Truppen betreut wurden.

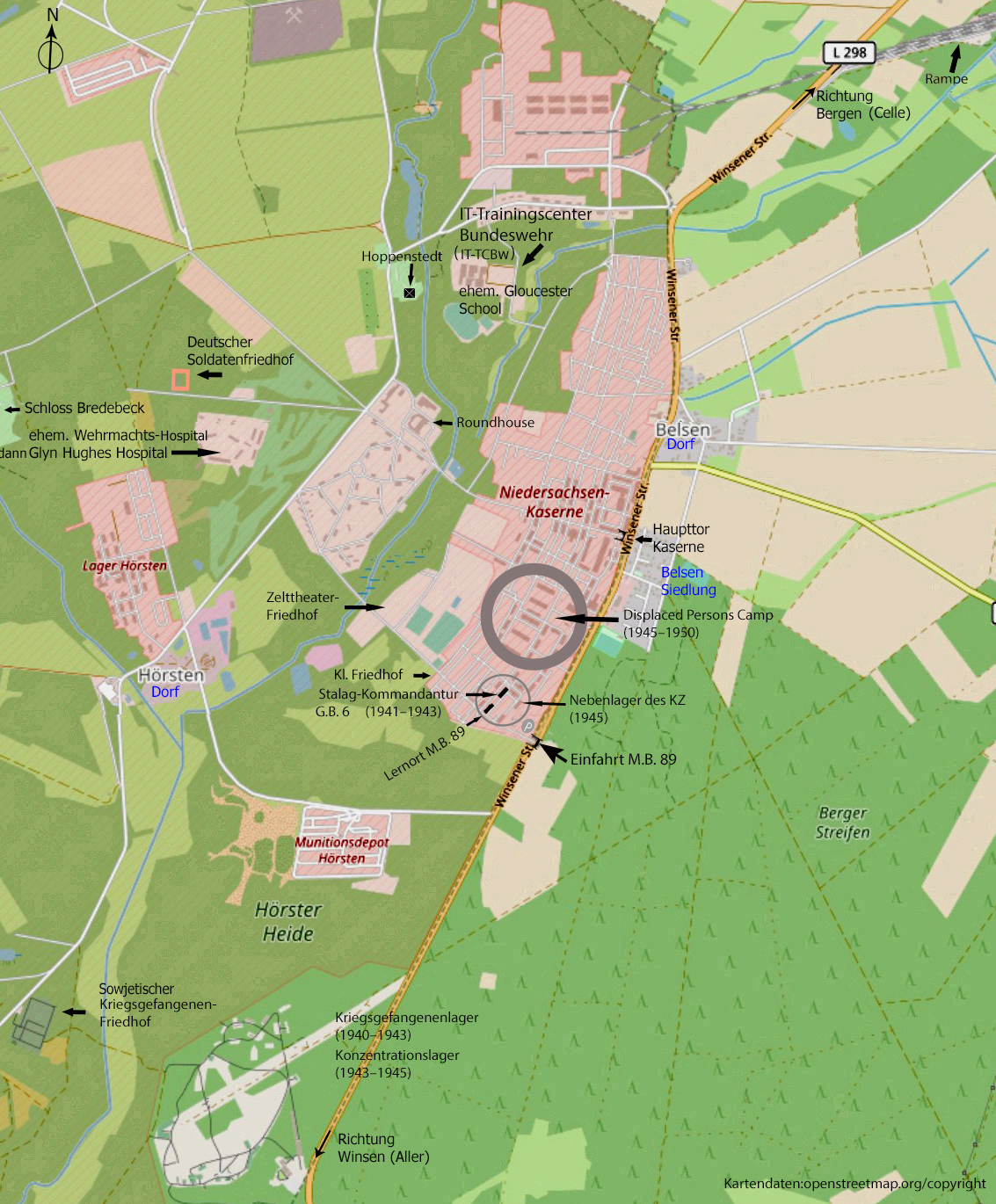
Lage des DP-Camps und des Zelttheater- und Kapofriedhofes im Kasernenbereich

Das Camp mit den beiden Lagern wurde in einer ehemaligen Wehrmachtskaserne eingerichtet. Dies geschah, nachdem die meisten Überlebenden des Konzentrationslagers im Sommer 1945 in ihre Heimat zurückgekehrt waren. Es blieben jedoch vor allem Polen und Juden unterschiedlicher Nationalität zurück. Im polnischen DP-Camp Bergen-Belsen lebten bis zu 10.000 Personen. Es wurde im Sommer 1946 aufgelöst. Im jüdischen DP-Camp Bergen-Belsen lebten bis zu 12.000 Personen. Sie hatten darauf gedrungen, ein separat verwaltetes Lager zu erhalten. Ihnen wurde unter anderem das ehemalige Offizierskasino, das von den britischen Armeeangehörigen den Namen „Roundhouse“ erhielt, überlassen. Sie gründeten dort ein „Jüdisches Zentralkomitee der befreiten Juden“, an dessen Spitze Josef Rosensaft, später Präsident der World Federation of Bergen-Belsen Survivors, stand. Die Überlebenden setzten sich für Auswanderungsmöglichkeiten in das britische Mandatsgebiet sowie in den jungen Staat Israel ein.
Neben Schulen und Versorgungseinrichtungen war das ehemalige Wehrmachtslazarett für die medizinische Versorgung der jüdischen KZ-Überlebenden in ganz Deutschland ein wichtiges Krankenhaus. Es wurde Glynn−Hughes-Hospital nach dem britischen Chefarzt Hugh Llewellyn Glyn Hughes genannt, der die ersten Rettungsmaßnahmen im Konzentrationslager leitete. Dort wurden auch in den nächsten Jahren etwa 1.500 – 2.000 Kinder von überlebenden Müttern entbunden.
1946 übergaben die Briten die Verwaltung des Lagers an die United Nations Relief and Rehabilitation Administration (UNRRA) / International Refugee Organization (IRO). Das Camp wurde nach der Auswanderung der meisten jüdischen Displaced Persons im Sommer 1950 weitgehend aufgelöst, die letzten DPs verließen es im August 1951.

## Lagerzeitung
Im Lager wurde die Zeitung Unzer Shtimme/Unzer Sztyme und deren Nachfolger das Wochnblatt herausgegeben. Die in Jiddisch mit hebräischen Buchstaben geschriebene Zeitung war auch das offizielle Organ des Jüdischen Zentralkomitees in Belsen. Unzer Sztyme wurde von Rafael Olewski initiiert, der es auch mit seinen Kollegen Paul Trepman und David Rosenthal bearbeitete. Die Lagerzeitung wurde vom Ausschuss für Kultur und Geschichte des Zentralkomitees der befreiten Juden veröffentlicht und war die wichtigste jüdische Zeitung in der britischen Zone.

## Friedhöfe im Kasernengelände
Im südlichen Bereich des Kasernengeländes befinden sich zwei Friedhöfe.
 1. „Kapofriedhof“:
 Auf einem kleineren Friedhof sind Menschen begraben, die in der naheliegenden Kaserne eines „Häftlingslagers II“ („Nebenlager“) und späteren DP-Camps gestorben sind. 

2. „Zelttheaterfriedhof“:

„Nach der Befreiung des KZ Bergen-Belsen evakuierte die britische Armee innerhalb von vier Wochen etwa 29 000 Überlebende in den nahegelegenen Kasernenkomplex und richtete unter Mithilfe von zivilen Hilfsorganisationen in verschiedenen Gebäuden Notlazarette ein. Dort starben noch Tausende Menschen an den Folgen ihrer KZ-Haft. Für sie wurde ein eigener Friedhof am Rand des Kasernenkomplexes angelegt. In der Nähe befand sich ein großes Zelt für Theateraufführungen, weshalb er „Zelttheaterfriedhof“ genannt wurde. Bis Ende 1945 wurden dort etwa 4500 jüdische und nichtjüdische Tote vieler Nationalitäten beerdigt. Bis 1950 wurden auf diesem Friedhof auch die verstorbenen Bewohner des jüdischen DP-Camps begraben.“

Etwa 3.300 der hier Bestatteten konnten auf Grund überlieferter Listen namentlich identifiziert werden.  Zunächst wurden provisorische Holztafeln aufgestellt. Von den überlebenden Angehörigen wurden diese dann durch Grabsteine ersetzt.
Das für die Pflege und Instandsetzung der Friedhöfe zuständige Land Niedersachsen veranlasste Ende der 1960er/Anfang der 1970er Jahre die Umgestaltung des Zelttheaterfriedhofes. Zur „einheitlichen Gestaltung“ sollten die individuellen Grabsteine gegen Kissensteine ausgetauscht werden. Als Begründung wurde „Verwitterung und Unlesbarkeit der Inschriften“ angegeben. Teils auf Drängen einiger Angehöriger wurden aber zwölf Originalsteine vom Steinmetz zurückgeholt und auf dem Friedhof wieder aufgestellt. An zwei Stellen befinden sich sowohl der Original- als auch der Kissenstein. Die anderen ursprünglichen Grabsteine, die durch Kissensteine ersetzt wurden, sind in einer Ecke des Friedhofes vergraben.
Beide Friedhöfe liegen innerhalb des Kasernengeländes und sind daher nicht öffentlich zugänglich. Nur bei Gedenkveranstaltungen der Stiftung niedersächsische Gedenkstätten, oder gelegentlich organisierten Bustouren ist es möglich diese zu besuchen.

## Bilder von den Friedhöfen

Kapofriedhof
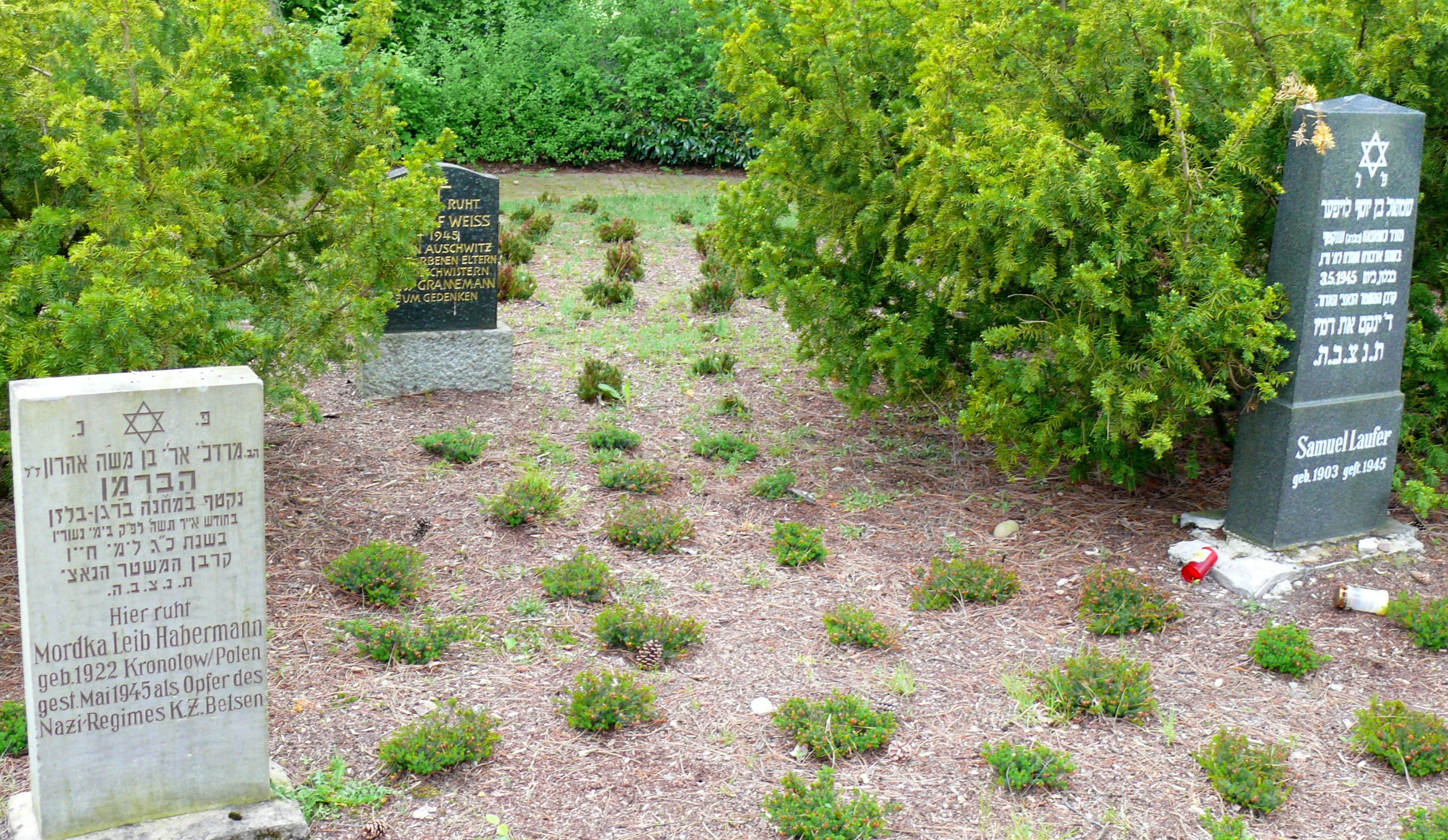
Drei Grabsteine mit hebräischen Inschriften

Zelttheaterfriedhof
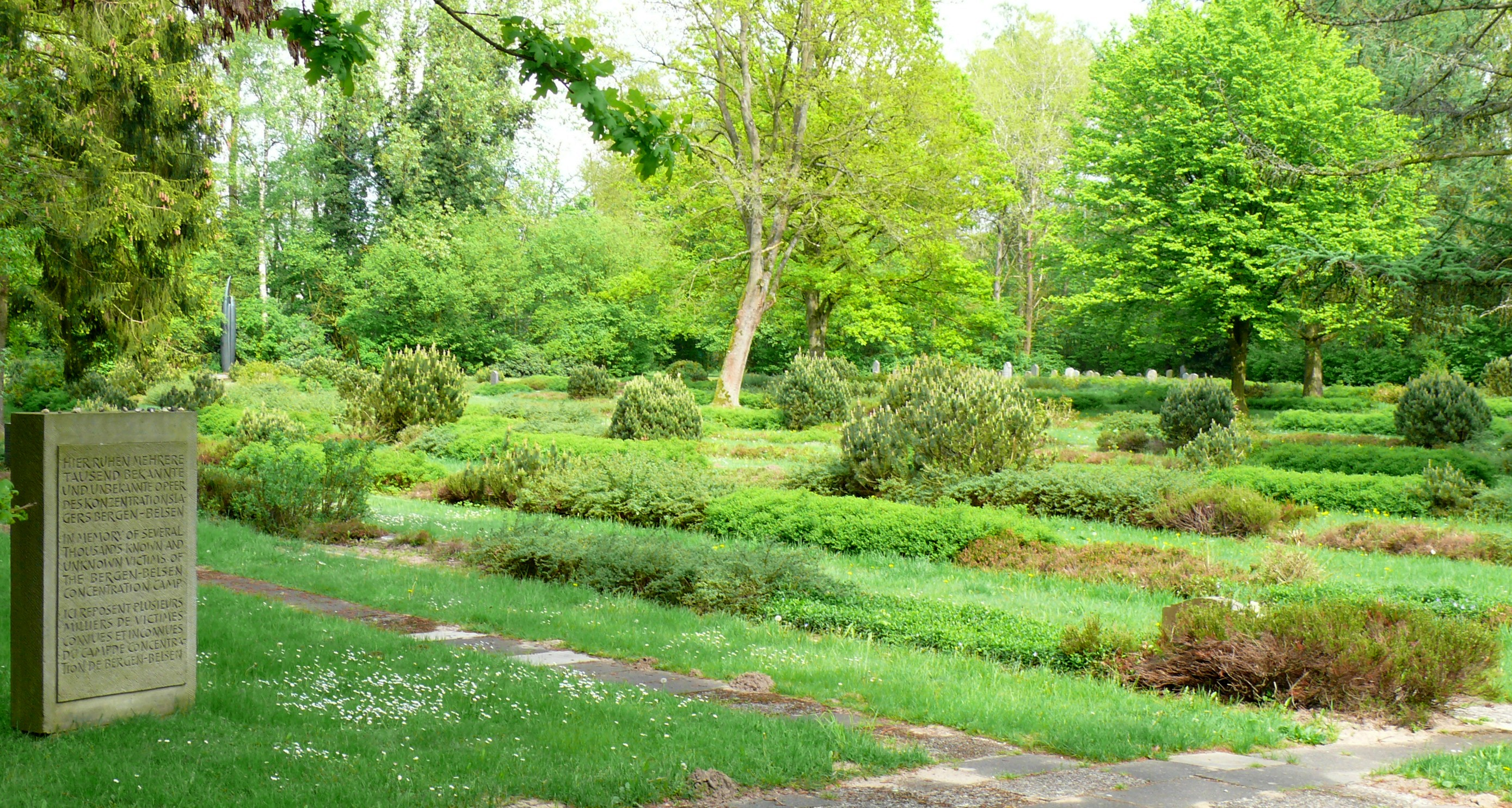
Überblick über den Friedhof
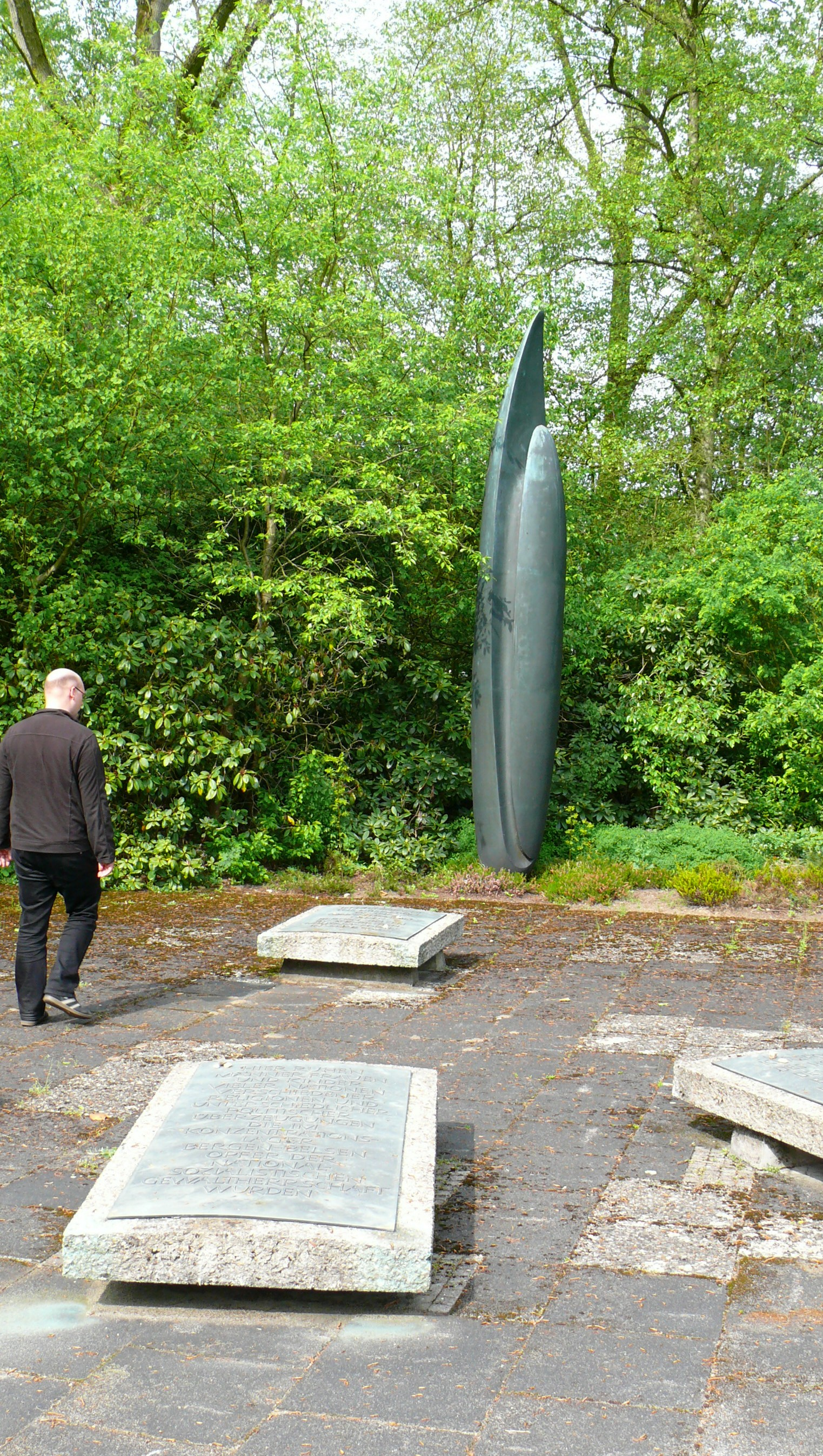
Zentraldenkmal auf dem Friedhof
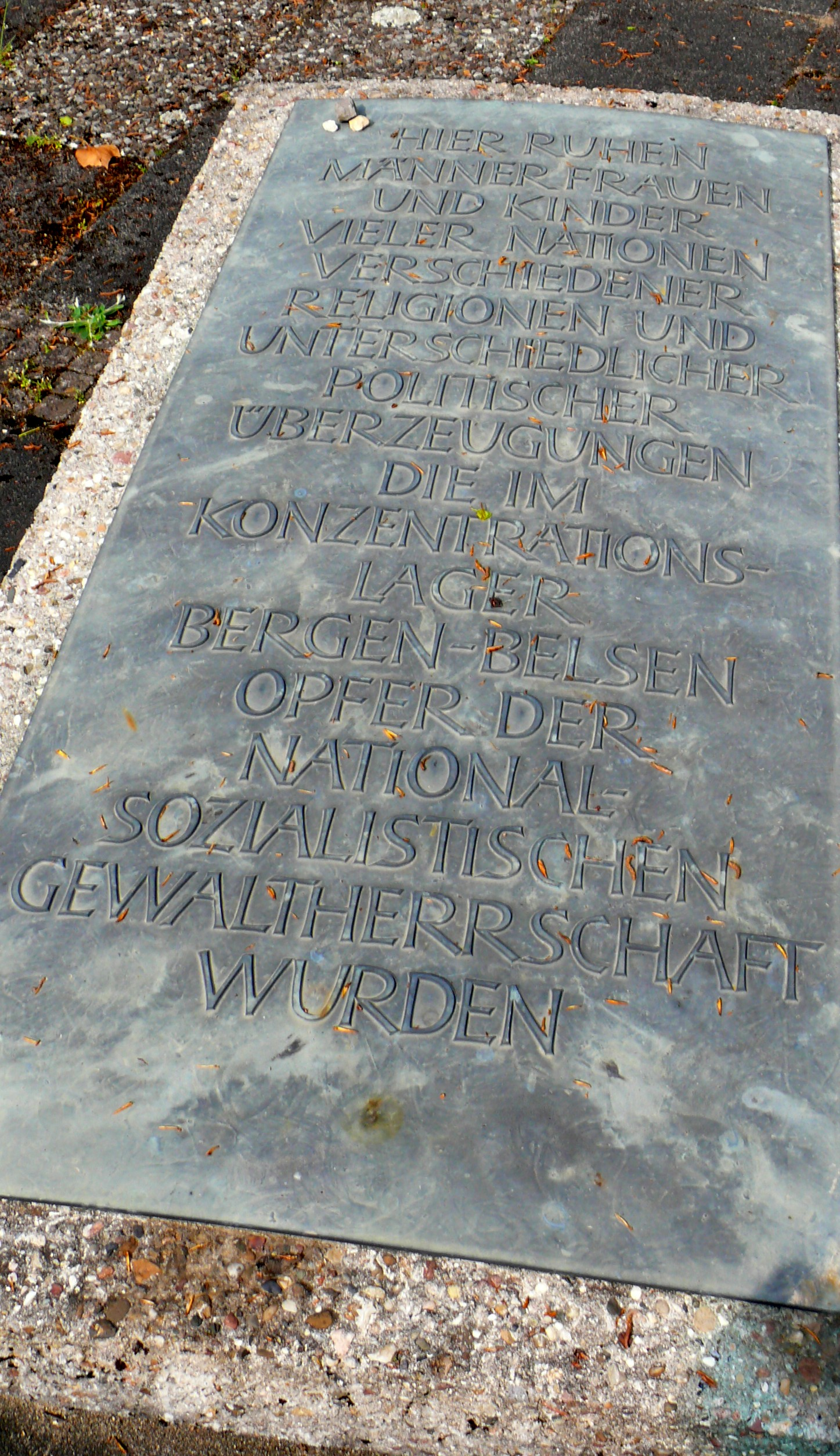
Deutsche Inschrift am zentralen Denkmal
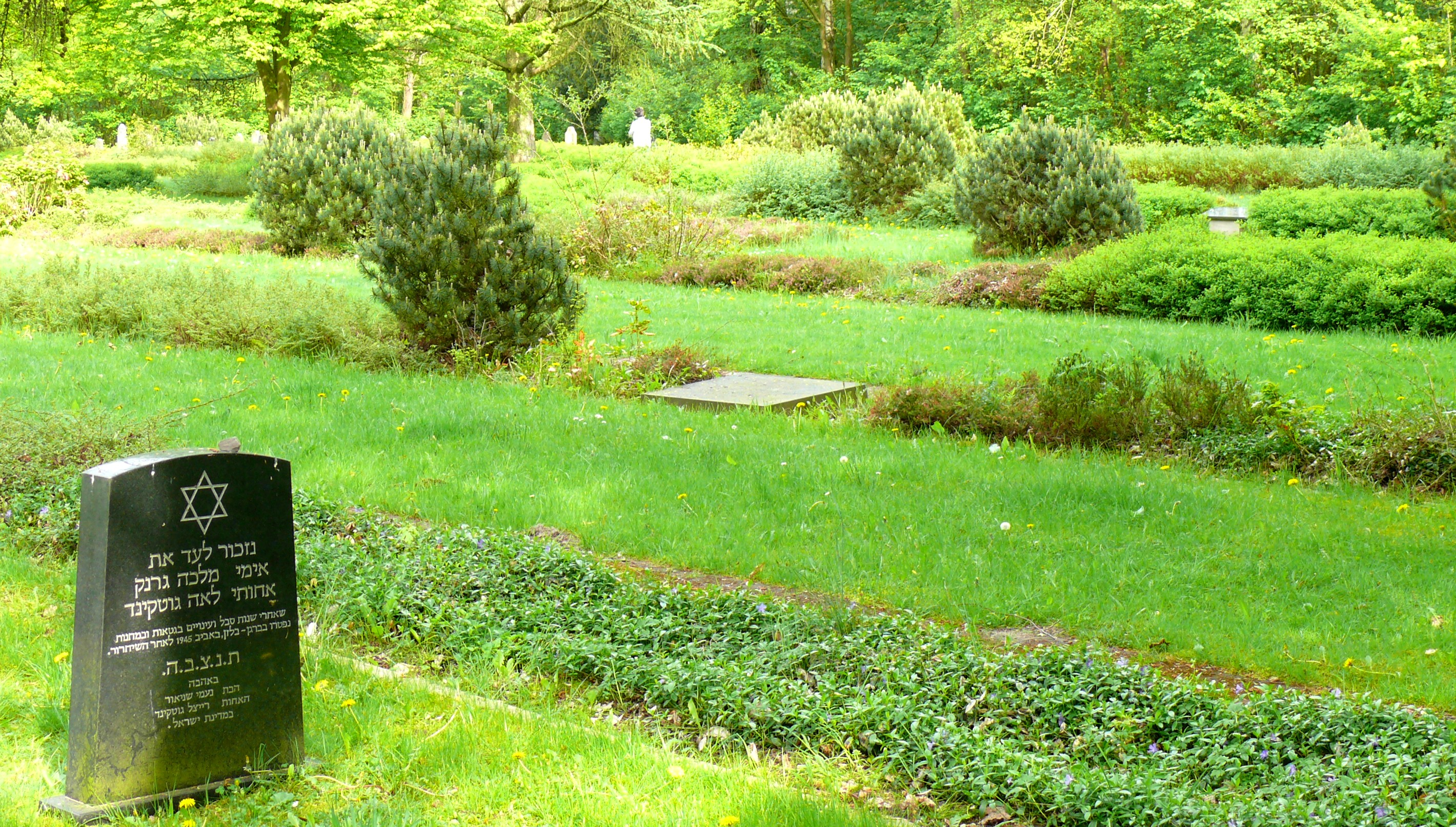
Gräberreihen
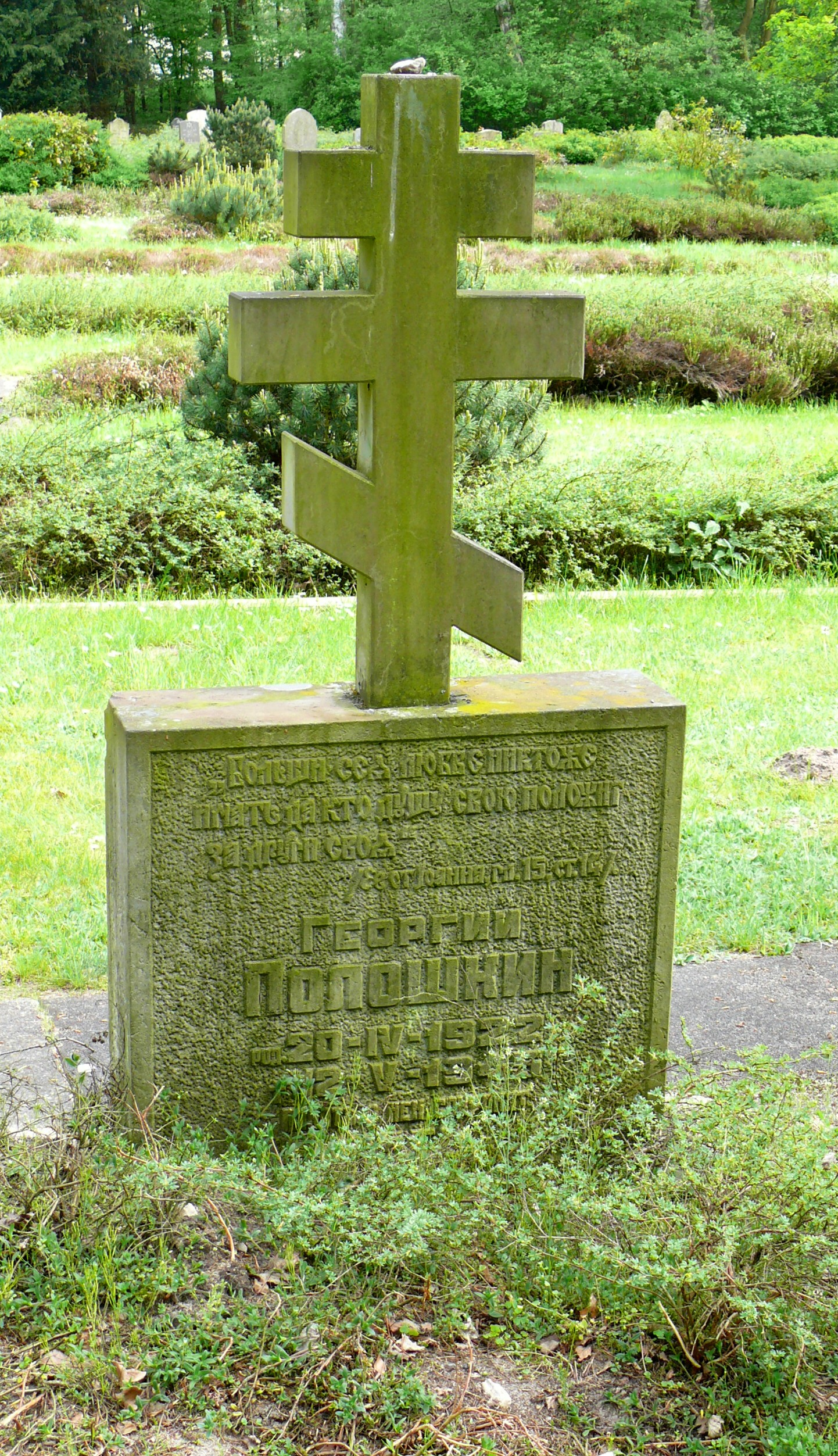
Russisch-Orthodoxes Grab
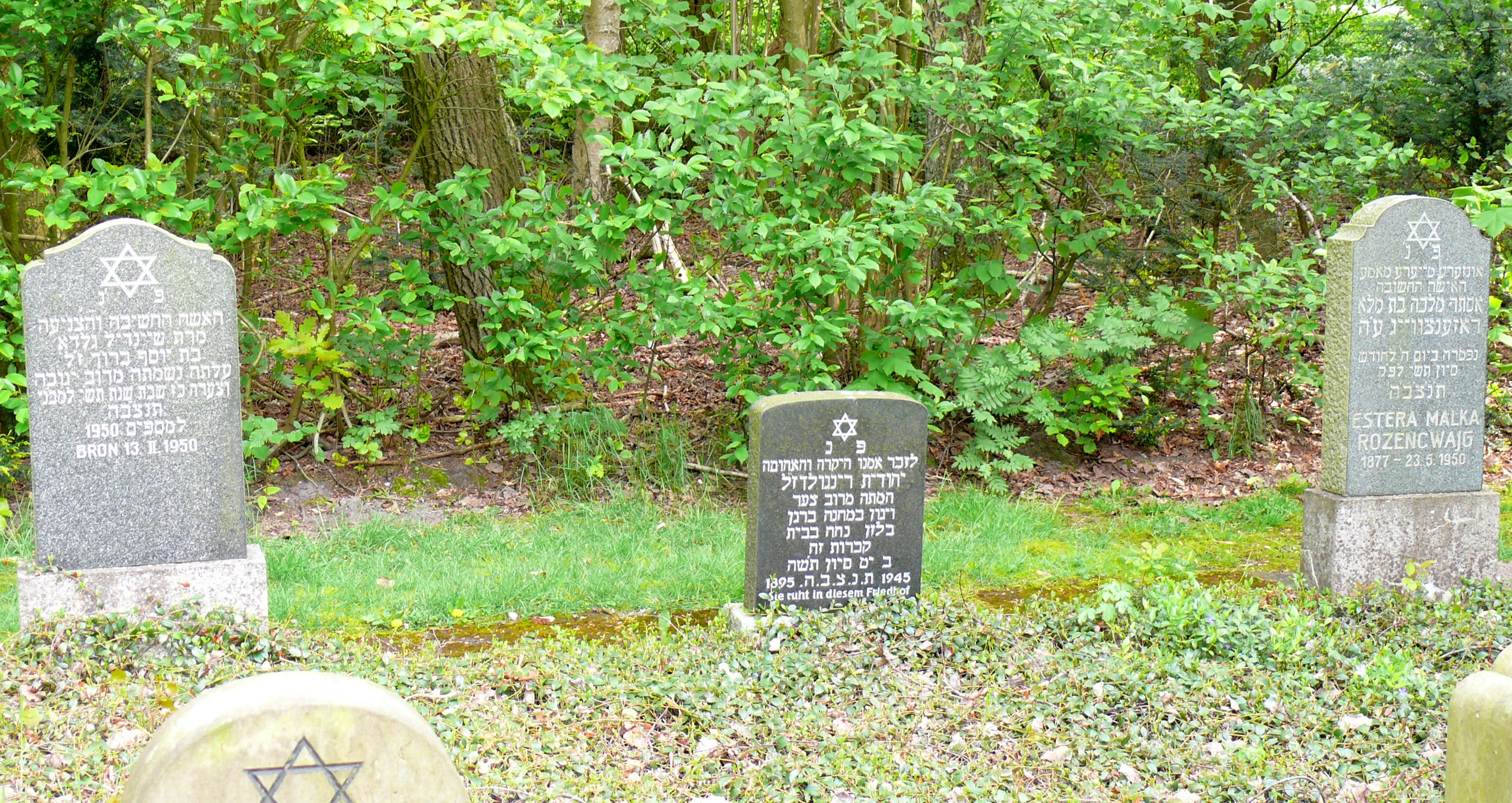
Symbolisches Einzelgrab (In der untersten Zeile steht „Sie ruht in diesem Friedhof“.)
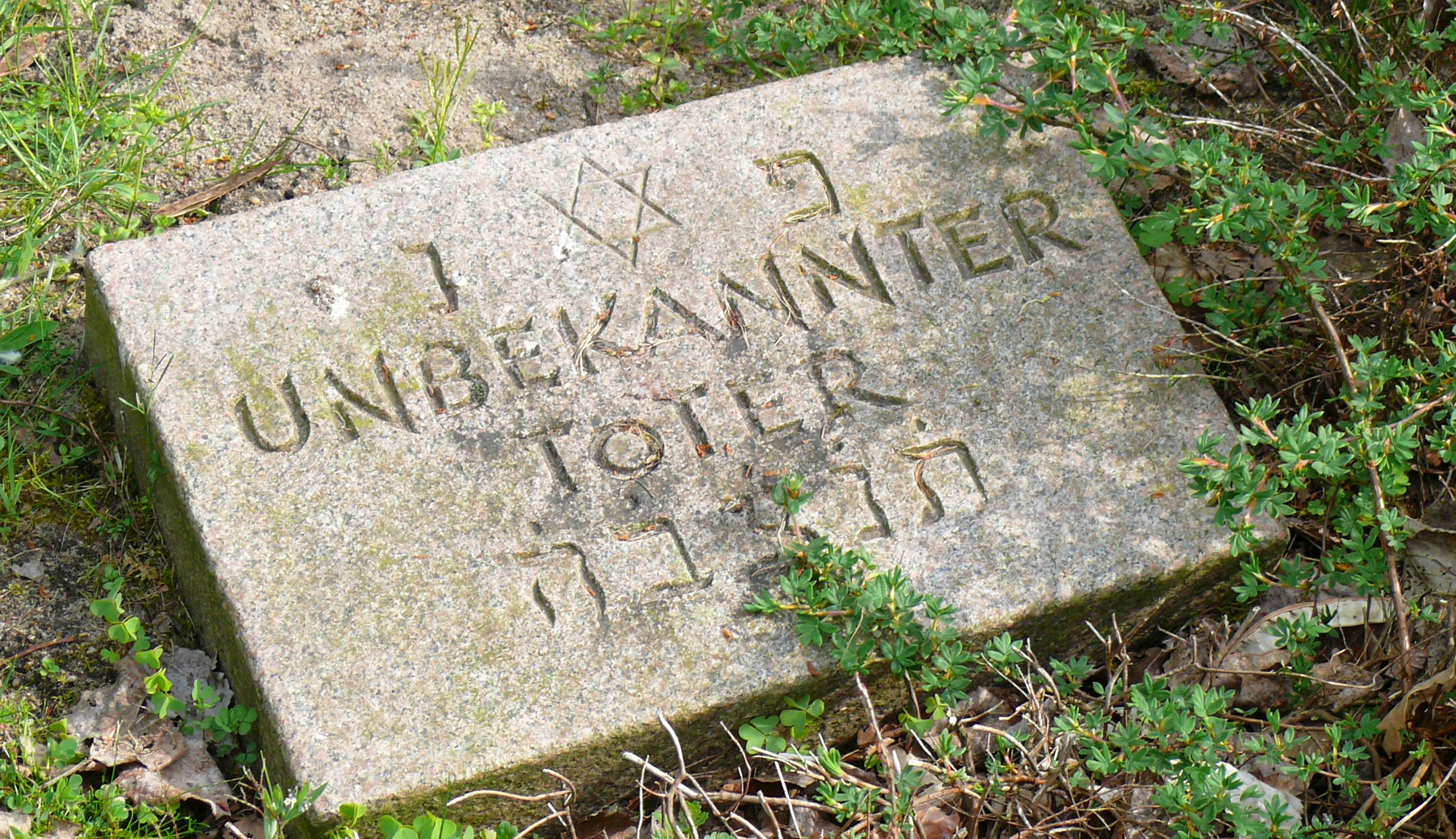
Viele Gräber haben einen Hinweis auf den „unbekannten Toten“ - Noch mehr Grabstellen haben keinen Stein.
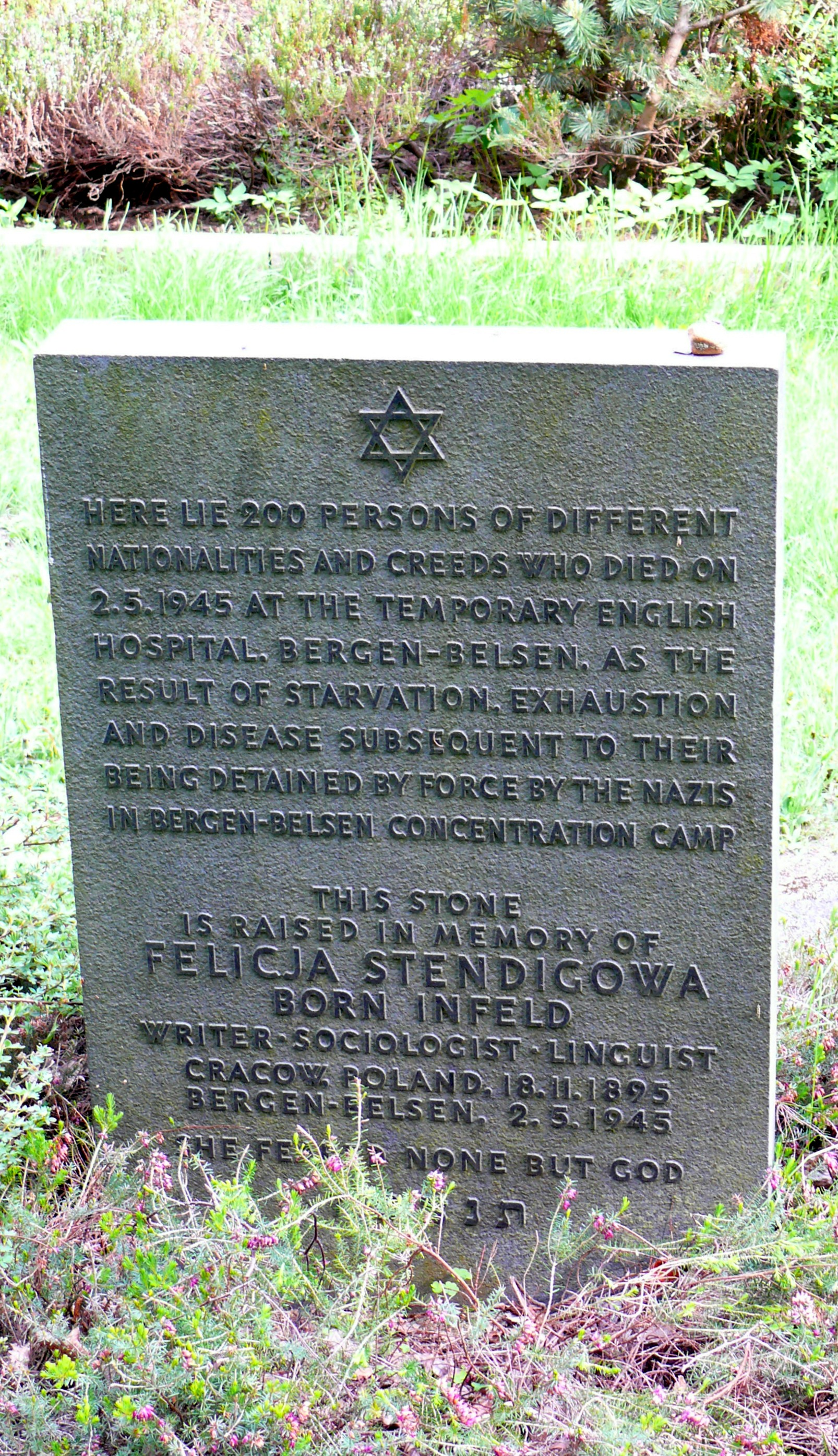
Grabstein für Felicja Stendigowa (innerhalb von 200 anderen Toten)